# المزرعة (يريم)

تعديل مصدري - تعديل

المزرعة هي إحدى قرى عزلة بني مسلم بمديرية يريم التابعة لمحافظة إب، بلغ تعداد سكانها 56 نسمة حسب تعداد اليمن لعام 2004.